# Episyrphus insularis
Episyrphus insularis är en tvåvingeart som beskrevs av Kassebeer 2000. Episyrphus insularis ingår i släktet flyttblomflugor, och familjen blomflugor. Inga underarter finns listade i Catalogue of Life.